# الصبر مفتاح الفرج (مسلسل)
"الصبر مفتاح الفرج" مسلسل كويتي كوميدي عرض لأول مرة عام 1968 على تلفزيون الكويت.  

## فريق العمل
- عبد الحسين عبد الرضا بدور أبو عليوي

- عبد العزيز النمش بدور أم عليوي

- محمد جابر بدور العيدروسي